# Asia Society

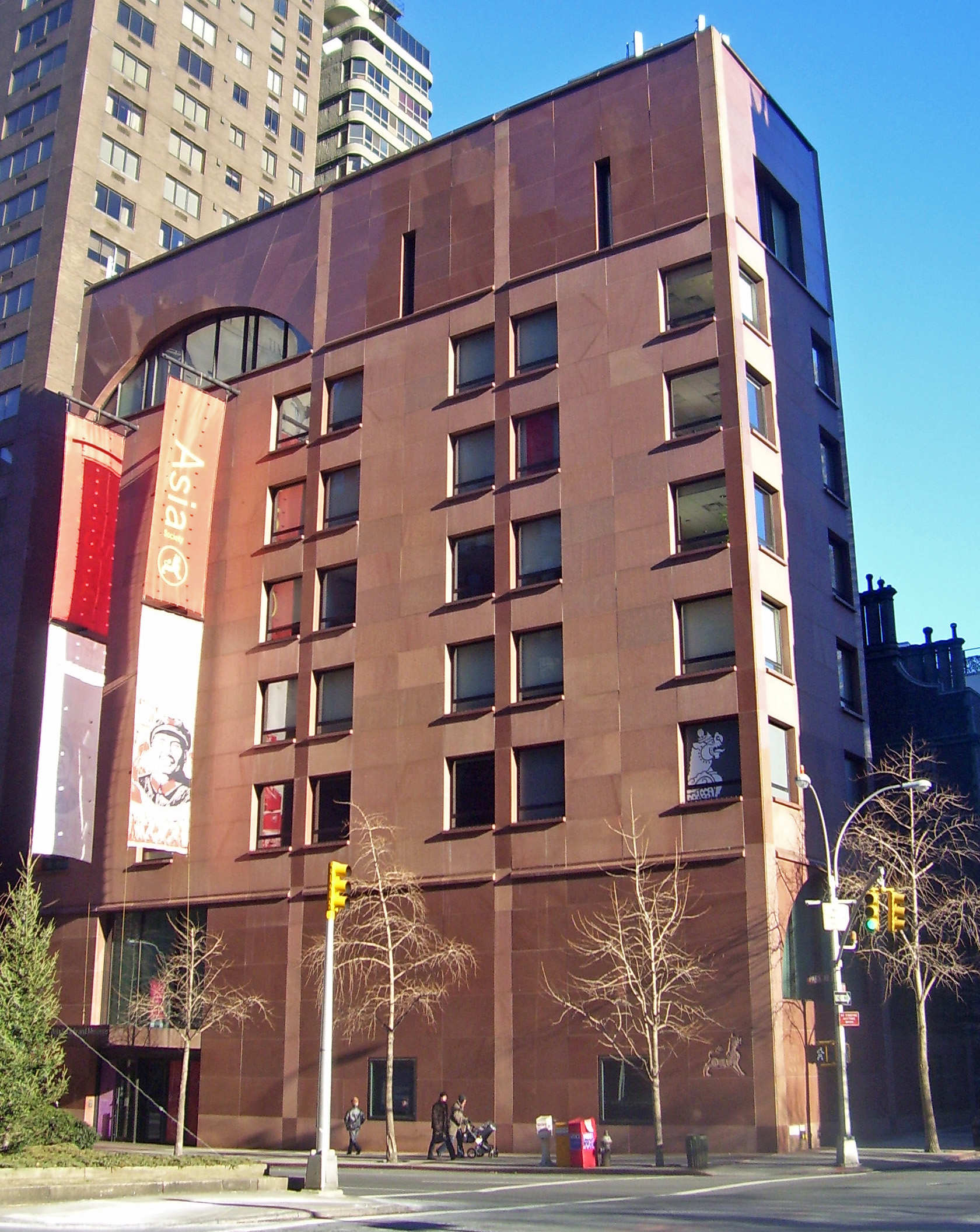
Hauptsitz der Asia Society an der New Yorker Park Avenue

Die Asia Society ist eine große globale Nichtregierungsorganisation, deren Ziel die Verbesserung der Beziehungen zwischen den asiatischen Staaten und den Vereinigten Staaten von Amerika ist. John D. Rockefeller III gründete die Organisation 1956. Im New Yorker Hauptquartier wird die Rockefeller Collection of Asian Art ausgestellt.
Die Arbeit der Gesellschaft versucht die Beziehungen der beiden Regionen mit Aktionen in den Bereichen der Politik, Kultur, Bildung und Wirtschaft zu verbessern. Dafür unterhält sie Büros in New York City, Houston, Los Angeles, San Francisco, Washington, D.C., Hongkong, Manila, Melbourne, Shanghai, Mumbai und in Seoul. Anfang 2016 hat die Gesellschaft ihr erstes Büro in Europa dank bekannter Förderer aus der Schweiz in Zürich eröffnet.
Ein Ziel ist, dass die Themen der Internationalen Beziehungen Teil des Unterrichts für alle Schüler weltweit wird. Dabei wird die Gesellschaft von der Bill & Melinda Gates Foundation unterstützt.
Die Asia Society bekommt Spenden und Unterstützung von vielen verschiedenen Unternehmen und Organisationen, wie z. B. American International Group, BNY Mellon, Citigroup, Deloitte,  Freeport-McMoRan, General Atlantic, KPMG, Sony oder Telstra. Das Netto-Gesellschaftsvermögen lag 2015 bei etwa 92 Mil. US-$.

## Persönlichkeiten
- Beate Sirota